# Вільяр-дель-Ольмо
Вільяр-дель-Ольмо (ісп. Villar del Olmo) — муніципалітет в Іспанії, у складі автономної спільноти Мадрид. Населення — 2150 осіб (2010).
Муніципалітет розташований на відстані близько 40 км на схід від Мадрида.
На території муніципалітету розташовані такі населені пункти: (дані про населення за 2010 рік)
- Еуровільяс: 1453 особи
- Вільяр-дель-Ольмо: 697 осіб

## Демографія
Динаміка населення (INE ):